# Auksztoje
Auksztoje (lit. Aukštoji) – wieś na Litwie, w okręgu mariampolskim, w rejonie szakowskim.

## Nazwa
Nazwa wywodzi się z litewskiego aukštas (czyt. auksztas) – wysoki.